# 천년여왕
《천년여왕》(일본어: 1000年女王)은 마쓰모토 레이지(일본어: 松本零士)의 만화 및 이를 원작으로 한 공상과학 애니메이션이다. 1980년 게재 당시 만화와 애니메이션의 제목은 《新竹取物語1000年女王》(しんたけとりものがたり; 신타케토리모노가타리)였다.

여담: 하지만 이 만화의 내용은 허구이다.
1999년 9월 9일에 지구가 멸망한다고 했는데,
결국, 지구는 멸망하지 않았다.

## 개요
〈산케이 신문〉(일본어: 産経新聞)의 조간과 〈니시닛폰 스포츠〉(일본어: 西日本スポーツ)(규슈, 야마구치현 지역, 산케이는 규수지구에서 발행되지 않기 때문에)에서 1980년 1월 28일부터 1983년 5월 11일까지 월요일에서 금요일판에 1페이지씩 연재되었다. 총 1000회(전 1000페이지).
1978년에서 1980년에 걸쳐 히트한 《은하철도999(애니메이션)/은하철도999(만화)》(일본어: 銀河鉄道999)의 후속작으로 〈후지산케이 그룹〉(일본어: フジサンケイグループ)과 도에이(일본어: 東映)가 〈마쓰모토 레이지〉의 원작을 제공받아, 산케이 신문에는 만화연재 〈후지테레비〉(일본어: フジテレビジョン/フジテレビ)에서는 〈TV 애니메이션〉시리즈로 방영, 극장 애니메이션 공개 시에는〈닛폰방송〉(일본어: ニッポン放送)에서 라디오 드라마가 방송되는 등, 그룹 전체를 동원한 미디어믹스 전개를 행했다. 극장 애니메이션판은 후에 많은 애니메이션 제작에서 쓰이게 되는 제작위원회 방식의 시초가 되었다.
하지만, 이미 《우주전함 야마토》(일본어: 宇宙戦艦ヤマト), 《은하철도999》로 폭발적인 붐을 일으켰던 〈마쓰모토 레이지〉의 인기가 《천년여왕》에 이르러 그림자를 드리우기 시작하였고, 애니메이션 팬들의 관심은 같은 시기의 《기동전사 건담》(일본어: 機動戦士ガンダム)으로 옮겨가 《은하철도999》만큼의 인기는 얻지 못하고 프로젝트가 종료되었다.
또, 만화판, TV 애니메이션판, 극장판에서는 스토리, 캐릭터 디자인 및 성격의 설정에 차이가 있다. 〈야모리 다이스케〉(일본어: 夜森大介)처럼 TV판에서는 흉악한 인간으로 등장하지만 극장판에서는 천년여왕을 지키기 위해 조국을 배신하고 특공에 몸을 던진 비극의 인물로서 그려져 그 성격이 완전히 바뀐 캐릭터도 있다.

## 서적정보
- 상/하권 My First WIDE（쇼우가쿠칸）(일본어: 小学館)

## 등장인물
- 인물 안내에서 왼쪽은 후지 TV, 오른쪽은 MBC 방영 당시임.

유키노 야요이(雪野弥生,한나)
- - 성우-한 게이코/송도영

라메탈(ラーメタル)의 이름은 영화판과 만화판에서는 라.안드로메다.프로메슘 2세. 프로메슘의 2대째라는 설정에서 《은하철도999》의 〈메텔〉을 암시하는 듯한 이름이었지만 《메텔 레전드》등의 최근의 마쓰모토작품에서는 메텔의 어머니임을 알 수 있다.
1000년간 지구를 지키는 역대 천년여왕의 한사람.
원작의 만화판 및 영화판은 메텔과 닮은 용모로 길게 찢어진 눈을 하고 있지만, TV 애니메이션에서는 선행 프로그램이 앞서 말한 《은하철도999》였기 때문에 '메텔'의 차별화를 위해 크고 둥근 눈이 되었다.
지구에서의 직업이 TV와 영화 사이에 차이가 있다. TV에서는 지구에서 부모님에 해당하는 노부부가 경영하는 라멘 가게 〈산쇼쿠 라멘도우〉(三色ラーメン堂)의 간판 아가씨로서 배달등의 일을 하고 있는 수수한 아가씨였지만 영화에서는 아마모리 교수의 천문대에서 근무하고 있다. 살고 있는 곳도 TV에서는 쇼와의 향수가 남아 있는 대중식당이 집이지만 영화에서는 고급 맨션풍의 방에 살고 있다.
그녀는 아마모리 하지메의 성인 여자친구이다.
또, 1999년에 데뷔한 유키노 야요이의 이름은 천년여왕에서 가져온 것으로 보인다.
아마모리 하지메(雨森始,철이)
- - 성우-도다 게이코/우문희

평범한 중학생. 그는 우등생은 아니지만, 그는 마음씨가 착하고 따듯하다. 그러나, 그가 납치되었을때 직접 도움을 청하고, 나중에 그녀가 그의 탈출을 돕는다. 그녀의 언니가 제작한 우주선의 부품을 제조하고 있다. 그는 영화판에서는 야요이의 제자라는 설정이 있다.
그는 그의 아버지를 잃고 그의 삼촌과 같이 산다.
그는 그녀를 사랑하는 연하 남자친구이다.
그는 16세, 그녀는 37세인데 나이차이가 많이 난다.
셀렌(セレン)
- - 성우-아사가미 요쿄

비밀결사 천년도적의 수령.
〈TV판〉야요이의 언니로서 등장. 복면시의 목소리는 〈소가베 카즈유키〉(일본어: 曽我部和行)
〈영화판과 만화판〉에서는 야요이의 동생. 만화판에서는 TV판과 같이 복면을 하고 있다.
그녀는 그를 납치한 장본인.
야모리 다이스케(夜森大介)
- - 성우-후루야 도오루/이도련

라메탈. 이름은 라.에르스.미류. 천년여왕의 부하이지만 원래는 라메탈의 공간기갑단에 소속되어 있다. 계급은 대위.
나중에는 천년여왕에게 반항하고 전쟁을 일으키다가 자살했다.
아마모리 교수(雨森教授,소장)
- - (성우-나가이 이치로/김용식

아마모리 하지메의 삼촌. 쓰쿠바천문대의 소장으로 근무하고 있다. 그녀는 그의 삼촌의 조수이다.
신 여왕
- - TV판 성우-한 케이코,영화판 성우-고야마 마미

유키노 야요이를 잇는 차대의 천년여왕으로 라메탈로부터 파견되었다. 그러나 유키노 야요이는 교대를 거부하여 금성에서 결투를 하게 된다.(TV/영화판).
라 레라(ラーレラ)
- - TV판 성우-나카니시 다에코,영화판 성우-무토 레이코

〈TV판〉혹성 라메탈의 성여왕. 야요이와 셀렌의 모친이기도 하다.
〈영화판/만화판〉유성 라메탈의 지도자.
미라이(ミライ,마이크)
- - 성우-스기야마 가즈코/이성

역대 천년여왕의 묘지기.
영구관리인
- - TV판 성우-야나가 가즈코,영화판 성우-마스야마 에이코

〈TV판/만화판〉지하 대단지의 관리인.
〈영화판〉간토 평야의 지하 대공동 전체를 관리하고 있다.

## TV 애니메이션
1981년 4월 16일부터 1982년 3월 25일까지 〈후지테레비〉계열국에서 매주 목요일 19시부터 방송되었다. 전 42화. 방송시 타이틀은 《신 다케토리이야기 천년여왕》(일본어: 新竹取物語1000年女王). 《은하철도999》의 후속 프로그램이다. 대한민국에서는 문화방송에서 1983년 1월 23일에 방영을 시작하였으나, 천년 여왕이 일본의 신화에 근거하였다는 여론에 따라 방송한지 두 달 만에 종영되었다. 하지만 완전히 종영된 것은 아니었고,네티즌들의 증언들은 총합해볼 때 공휴일 또는 명절 특선만화 방영으로 편성이 바뀌어 1984년 현충일을 끝으로 최종 종영되었다.

### 대한민국에서의 방영 목록[4]
- 천년 도둑의 음모(1983년 1월 23일)
- 천년 도둑의 음모 2(01.30)
- 신비의 여인(02.06)
- 지하의 비밀 요새(02.13)
- 한나의 두 얼굴(02.20)
- 누가 우리의 적이냐(02.27)
- 설계도를 찾아라(03.06)
- 위험한 대결(03.13)
- 공포의 대지진(03.20)
- 저주의 라메탈(03.27)

## 극장판
1982년 3월 13일에 도에이(일본어: 東映)계열에서 공개되었는데, TV 애니메이션의 재편집이 아닌 캐릭터 디자인도 새로운 신규제작이었다. ‘천년여왕의 정체는 메텔인 것인가?’라는 광고문을 내걸었다. 주제가와 배경 음악은 뉴에이지 음악으로 유명한 키타로가 담당하였다.
같은날에는 쇼우치쿠(일본어: 松竹)계열에서 《기동전사 건담III 만남의 우주편》(일본어: 機動戦士ガンダムIII めぐりあい宇宙編)이 공개되었다. 이 결과 흥행수입 10억엔의 《천년여왕》에 대해 12억엔의 《기동전사 건담》의 흥행이 앞섰다. 여담이지만 본작의 캐스트 중에는 〈건담〉에 출연한 사람이 많다.
대한민국에서는 1990년대 말에 투니버스에서 방영한 적이 있다.

## 무대
1981년 3월 7일부터 같은 해 6월 17일까지 〈쇼우치쿠 가극단〉(일본어: 松竹歌劇団])이 국제극장에서 공연했다.